# Clarisse Vigoureux
 (novembre 2017).
Pour les articles homonymes, voir Vigoureux.
Claire-Charlotte-Dorothée Gauthier, dite Clarisse Vigoureux, née le 11 juin 1789 à Montagney et morte le 13 janvier 1865 à San Antonio, est une journaliste et écrivaine fouriériste française.

## Biographie
Fille du maitre de forges Nicolas Gauthier et sœur de Joseph Gauthier, « le Napoléon des forges », Claire, dite « Clarisse », Gauthier, épouse, en 1808, Pierre-François Vigoureux, marchand drapier à Besançon, qui se suicidera en 1817.
À partir de 1822, elle est initiée par Just Muiron, qui était un ami de son frère, au fouriérisme dont elle devait être au nombre des adeptes les plus actives. Amie et correspondante du fondateur du mouvement, Charles Fourier, elle devient journaliste, écrit dans la Phalange et initie au fouriérisme Victor Considerant venu préparer Polytechnique au collège de Besançon, en 1824. 
En 1834, elle publie Parole de providence, réponse fouriériste aux Paroles d’un croyant de Lamennais, dans lequel elle voit une apologie de la lutte des classes et de la violence aux antipodes des idéaux du socialisme fouriériste.
Elle est la collaboratrice et l’égérie de Victor Considerant, dont l’amour de jeunesse a été sa fille Claire (1809-1828). Elle deviendra néanmoins sa belle-mère avec le mariage, en 1838, de sa seconde fille Julie (1812-1880), fouriériste convaincue comme sa mère, et dont la dot permettra à son mari d’entrer en politique et de financer ses campagnes électorales.
De 1849 à 1854, elle accompagne en exil en Belgique son gendre qui a été décrété d’arrestation après avoir pris, en juin 1849, la tête d’une manifestation contre Louis-Napoléon Bonaparte qui, à ses yeux, avait violé la Constitution en soutenant le pape en lutte avec la République romaine. Elle le suit ensuite aux États-Unis, où elle se ruine en tentant de fonder, à l’instigation d’Albert Brisbane, et avec l’appui financier de l’industriel Godin, une communauté industrielle, le phalanstère de La Réunion au Texas.
L’incapacité de Considérant, plus penseur et théoricien qu’homme pratique capable de structurer correctement le phalanstère, cette expérience démarrée, de surcroit, en pleine guerre de Sécession, fut un échec à la suite de laquelle Clarisse se retira à San Antonio où elle mourut dans la misère.